# Шилекша (Костромская область)
Шилекша — деревня в Кологривском муниципальном округе Костромской области.

## География
Находится в северной части Костромской области на расстоянии приблизительно 3 км на юг по прямой от города Кологрив, административного центра округа на правобережье реки Унжа у речки Шилекша недалеко от место ее впадения в Унжу.

## История
Деревня нанесена на карту 1816 года. В 1872 году здесь было учтено 9 дворов, в 1907 году — 21. До 2018 года входила в состав Суховерковского сельского поселения, с 2018 до 2021 год в Городское поселение город Кологрив до его упразднения.

## Население
Постоянное население составляло 65 человек (1872 год), 105 (1897), 127 (1907), 1 в 2002 году (русские 100 %), 0 в 2022.